# 自深深处

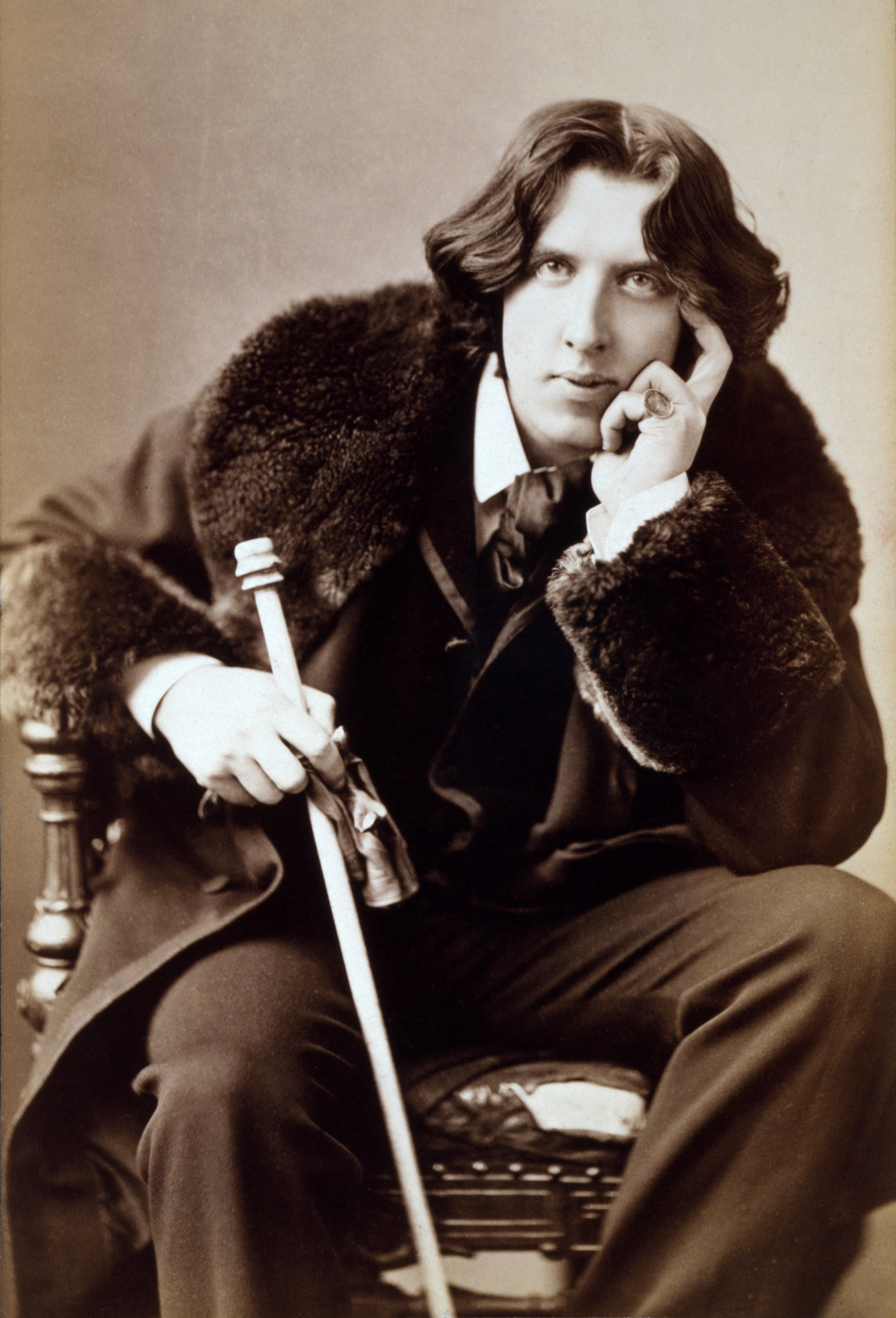
奥斯卡·王尔德

《自深深处》（拉丁語：De Profundis）是奥斯卡·王尔德在雷丁监狱监禁期间，写给“波西”（阿尔弗雷德·道格拉斯勋爵）的一封信。
王尔德在1897年1月至3月出狱前夕间写下了这封信。在监狱期间，道格拉斯和王尔德之间失去了联系，王尔德忍受了密切监视、体力劳动和情感上的孤立。新任监狱长尼尔森认为写作可能比监狱劳动更能宣泄情绪。
在书信的前半部分，王尔德讲述了他们之前的关系和奢侈的生活方式，最终导致王尔德因严重猥亵罪名被定罪入狱。他指责阿尔弗雷德勋爵的虚荣，也承认自己在满足这些愿望方面的软弱。在下半部分，王尔德描写他在监狱中的精神发展，以及对耶稣基督的认同，他将其描绘为一位浪漫的个人主义艺术家。信的开头是“亲爱的波西”，结尾是“你多情的朋友”。
他获准“出于医学目的”写信，但这封长信不允许寄出；每一页写完后都被拿走，只有在最后他才能仔细阅读并进行修改。在1897年5月18日获释时，尼尔森将这封长信给了他。
王尔德将手稿交给了记者罗伯特·罗斯（另一位前情人、忠实朋友，也是波西的对手）。1905年，也就是王尔德去世五年后，罗斯发表了这封信，标题《自深深处》出自《诗篇》130篇。这是一个不完整的版本，删去了自传元素和提到昆士柏家族的部分。1962年，完整和正确的版本出现在一卷王尔德书信中。

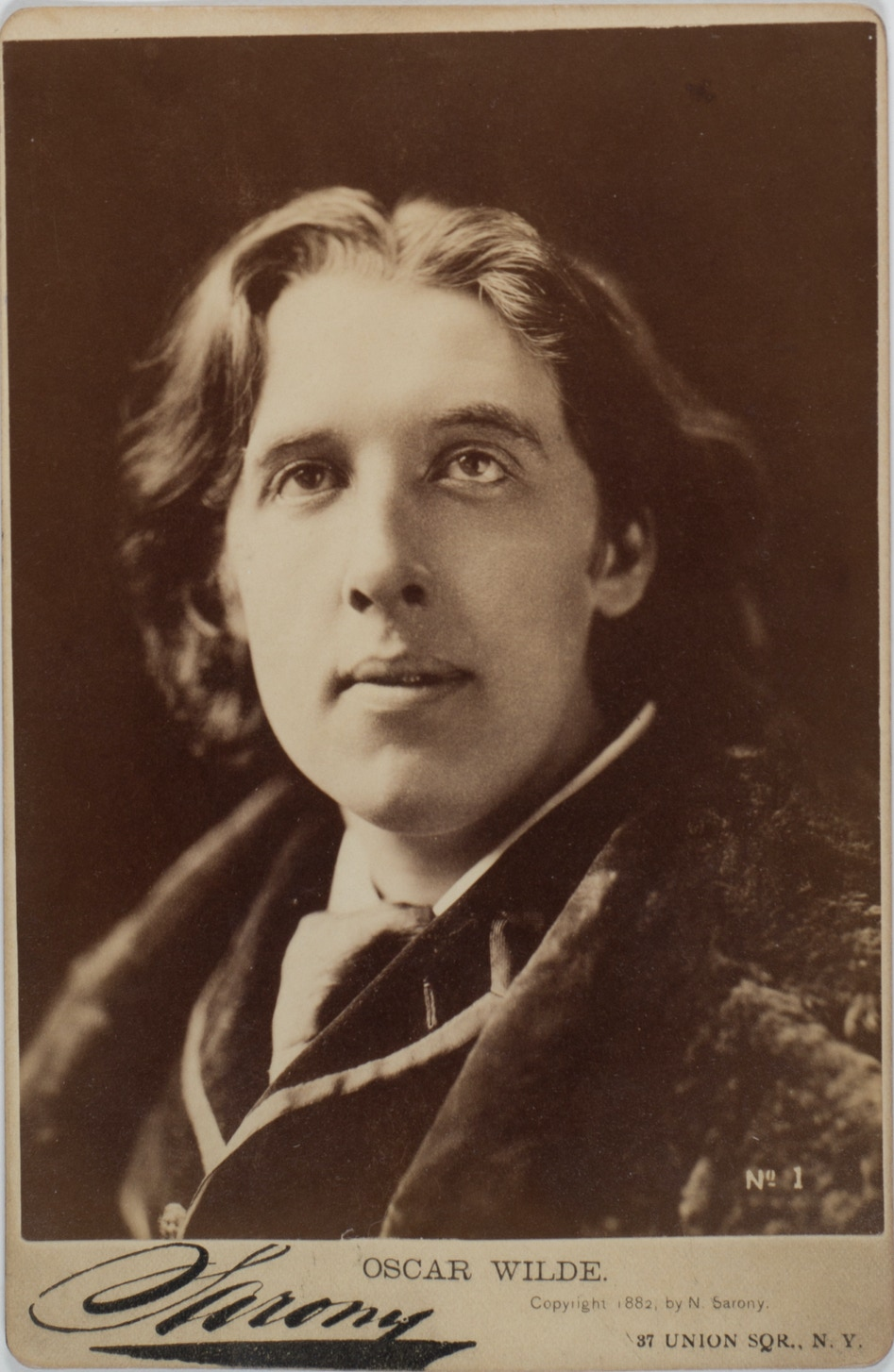
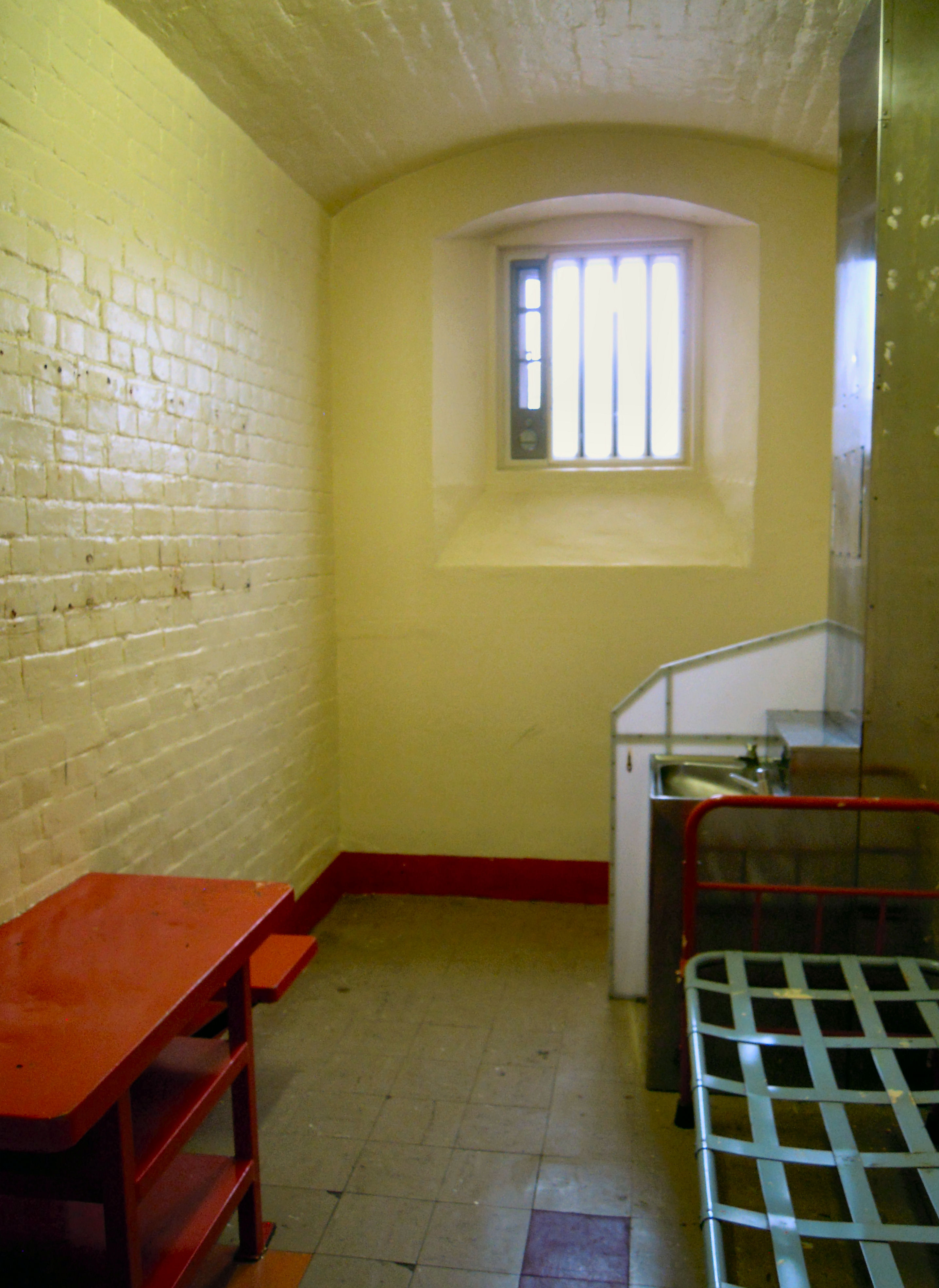
雷丁监狱王尔德写信的囚室
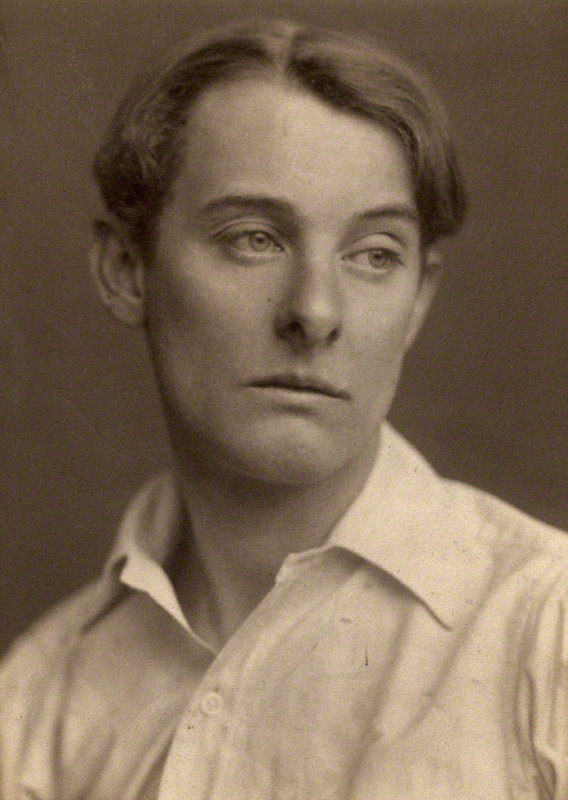
阿尔弗雷德·道格拉斯勋爵
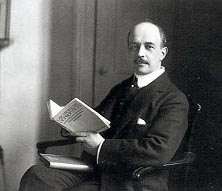
罗伯特·罗斯